# مجرد جذاب
مجرد جذاب یا مناسبت‌ترین مجرد (به انگلیسی: Most Eligible Bachelor) فیلمی هندی محصول سال ۲۰۲۱ و به کارگردانی بهاسکار است. در این فیلم بازیگرانی همچون آخیل آکیننی، پوجا هگده، آمانی و ایشا ربا ایفای نقش کرده‌اند.